# Календеровци-Дони
Календеровци-Дони (серб. Календеровци Доњи, босн. Kalenderovci Donji) — населенный пункт (деревня) в общине Дервента, который принадлежит энтитету Республике Сербской, Босния и Герцеговина. По результатам югославской переписи населения 1991 года в Календеровци-Дони проживало 324 человека.

## Население
В населении деревни преобладают мусульмане (боснийцы), также значительную долю имеют сербы.
| Год  | Численность | Численность |
| ---- | ----------- | ----------- |
| 1971 | 350         | [ 3 ]       |
| 1981 | 372         | [ 4 ]       |
| 1991 | 324         | [ 5 ]       |
| 2013 | 226         |             |

### Национальный состав
1991 год:
- Сербы — 96 человек (29,63 %)
- Хорваты — 62 человека (19,14 %)
- Югославы — 4 человека (1,23 %)
- Мусульмане — 152 человека (46,91 %)
- Другие — 10 человек (3,09 %)